# Pocé-les-Bois
Pocé-les-Bois è un comune francese di 1 037 abitanti situato nel dipartimento dell'Ille-et-Vilaine nella regione della Bretagna.
| Anno | Popolazione | Percentuale |
| ---- | ----------- | ----------- |
| 1962 | 474         | Fondato     |
| 1968 | 478         | +0,8%       |
| 1975 | 553         | +15.7%      |
| 1982 | 637         | +15.2%      |
| 1990 | 729         | +14.4       |
| 1999 | 971         | +33.2       |
| 2008 | 1.037       | +6.8%       |
| 2017 | 1.041       | +0.8%       |